# 18-я горная кавалерийская дивизия
18-я Краснознамённая горнокавалерийская дивизия — формирование (соединение) горной кавалерии РККА ВС Союза ССР.
Полное действительное наименование:
- с 1932 года по 1936 год — 4-я Туркменская горнокавалерийская дивизия;
- с 1936 года по 1940 год — 18-я Туркменская Краснознамённая горнокавалерийская дивизия.

В литературе встречается наименование — 18-я горная кавалерийская дивизия, 18-я горно-кавалерийская дивизия, 18 гкд.

## История
Осенью 1932 года в ВС Союза ССР началось переформирование пяти отдельных кавалерийских бригад, дислоцировавшихся в национальных районах Союза ССР, в горнокавалерийские дивизии. Вначале дивизии сохраняли номер и наименования бывших кавбригад. До этого кавбригада вела борьбу с басмачами Джунаид-хана в районе городов Теджен, Кызыл-Арват, Кызыл-Атрек в 1923 году, и в период с 1928 года по 1929 год, бандами Шалтай-батыра, Мурад-али и других противников народной власти в районе Джел — Красноводск, в Ташаузском округе в период с 1930 года по 1931 год.
Приказом командующего войсками Среднеазиатского военного округа (САВО) № 236/112, от 27 сентября 1932 года, Туркменская отдельная кавалерийская бригада была реорганизована (развёрнута) в 4-ю Туркменскую горнокавалерийскую дивизию. В другом источнике указано что реорганизована в 4-ю Туркестанскую кавалерийскую бригаду, и в 18-ю дивизию переформирована 1 июля 1934 года.
В 1934 году личный состав горной кавдивизии участвовал в сборе хлопка, в восстановительных работах в Мервском районе.
Приказом Народного комиссара обороны Союза ССР № 072, от 21 мая 1936 года дивизия получила новый войсковой номер 18, и переименована в 18-ю Туркменскую горную кавалерийскую дивизию.
В связи пятнадцатилетием сформирования национальных туркменских частей РККА, за боевые подвиги в боях с врагами трудящихся Туркменской ССР и за успехи в боевой и политической подготовке соединение 10 ноября 1936 года награждена орденом Красного Знамени.
Летом 1940 года формирование передислоцировано в Кушку, первый воинский эшелон отправлен 15 июня 1940 года.
Приказом Народного комиссара обороны Союза ССР № 0150, от 16 июля 1940 года, национальная принадлежность в наименовании была убрана и соединение было переименовано в 18 гкд.
В канун Великой Отечественной войны 18-я дивизия фактически не имела полного штатного комплекта личного и конского состава, вооружения и военной техники. Соединение, в августе — сентябре 1941 года, участвовало в операции по обеспечении военной безопасности Ирана, а затем было выведено с его территории.
В период с 14 ноября 1941 года по 7 августа 1942 года формирование входило в состав 4 кк 53-й армии?, Калининского фронта и в 11 кк.
В середине ноября дивизия была переброшена под Москву, вошла в состав Калининского фронта. С декабря её части участвовали в Калининской и Ржевско-Вяземской наступательных операциях битвы за Москву. В марте — мае 1942 горная кавдивизия в составе 11-го кавалерийского корпуса действовала в тылу противника западнее Вязьмы, после чего совместно с другими частями прорвалась к своим войсками в районе Нелидово.

За период боевых действий 18 кд в ожесточённых боях захватила и освободила от фашистских оккупантов 52 населённых пункта…, уничтожила более трёх с половиной пехотных полков противника, рассеяв до трёх с половиной батальонов и взяв в плен 57 человек немецких солдат и офицеров. В боях захвачено 19 танков и бронемашин, подбито 15 танков, захвачено 56 орудий разного калибра, 43 станковых пулемёта, более 60 ручных пулемётов, … уничтожено и захвачено более 5 складов с боеприпасами. … .— Из боевой характеристики командира 18-й кавалерийской дивизии генерал-майора П. С. Иванова, написанной командиром корпуса полковником С. В. Соколовым 8 июня 1942 года.
В июле 1942 года дивизия в составе 11-го кавалерийского корпуса Калининского фронта во время Холм-Жирковской оборонительной операции вновь попала в окружение северо-западнее Вязьмы. 13 июля вышел из окружения «командир кп (18 кд) майор Горобец с группой до 300 чел.». Дивизия погибла в августе 1942 года.

## Состав (штаб-квартира)

### На 1932—1936 годы
- Управление (Мерв)
- 1-й Туркменский кавалерийский полк (Мерв)
- 2-й Туркменский кавалерийский полк (Мерв)
- 83-й Туркестанский кавалерийский полк (Кушка)
- 4-й отдельный Туркестанский механизированный дивизион (Мерв)
- 4-й отдельный Туркестанский конно-артиллерийский дивизион (Мерв)
- 4-й отдельный Туркестанский сапёрный эскадрон (Байрам-Али)
- 4-й отдельный Туркестанский эскадрон связи (Мерв)
- 4-й отдельный Туркестанский конно-химический взвод
- 4-й отдельный Туркестанский вьючно-верблюжий транспорт
- 4-й отдельный Туркестанский запасный эскадрон

### На 1936—1939 годы
- Управление
- 25-й горнокавалерийский полк
- 27-й горнокавалерийский полк
- 83-й горнокавалерийский полк
- 18-й отдельный механизированный дивизион
- 18-й отдельный конно-артиллерийский дивизион
- 18-й отдельный сапёрный эскадрон
- 18-й отдельный эскадрон связи

### На 1939—1941 годы
- Управление (Мары)
- 46-й кавалерийский полк (Мары)
- 97-й кавалерийский полк (Кушка)
- 135-й кавалерийский полк (Мары)
- 10-й бронетанковый эскадрон, с января 1940 года — 33-й бронетанковый дивизион
- 33-й конно-артиллерийский дивизион
- 23-й сапёрный эскадрон
- 9-й отдельный эскадрон связи

К 1 ноябрю 1940 года соединение имело:
- 3 839 человек личного состава, в том числе — 396 начальствующего, 659 младшего начальствующего, 2 784 рядового состава;
- 3 666 лошадей, в том числе — 2 888 строевых, 579 артиллерийских, 205 обозных;
- 85 автомашин, в том числе — 6 легковых, 53 грузовых, 26 специальных;
- 6 тракторов;
- 2 639 винтовок и карабинов;
- 102 ручных пулемёта;
- 53 станковых пулемёта;
- 6 единиц 45-мм пушек, 34 единицы 76-мм горных пушек, 4 единицы 122-мм гаубиц;
- 11 танков БТ-5;
- 17 бронеавтомобилей.

## Награды дивизии
- Орден Красного Знамени — 10 ноября 1936 года награждена Президиумом Центрального Исполнительного Комитета Союза ССР в связи с пятнадцатилетием формирования туркменских национальных частей РККА за боевые подвиги в борьбе с врагами трудящихся Туркменской Советской Социалистической Республики и за успехи в боевой и политической подготовке[4]

(При награждении носила наименование «18 Туркменская горно-кавалерийская дивизия»)

## Командиры

### Начальники и командиры дивизии
- 01.02.1933 — ??.04.1936 — Горбатов, Александр Васильевич, комбриг
- 07.05.1936 — ??.??.1938 — Чистяков, Владимир Иванович, комбриг
- ??.09.1938 — ??.03.1941 — Константинов, Михаил Петрович, комбриг, с 4 июня 1940 года генерал-майор
- 14.03.1941 — 22.07.1942 — Иванов, Петр Самсонович, генерал-майор.